# Thamnostoma alexandri
Thamnostoma alexandri är en nässeldjursart som först beskrevs av Mayer 1904.  Thamnostoma alexandri ingår i släktet Thamnostoma och familjen Bougainvilliidae. Inga underarter finns listade i Catalogue of Life.